# Ezequiel Moreno y Díaz
Ezequiel Moreno y Díaz, OAR (Alfaro, La Rioja, 9 de abril de 1848 - Montegudo, Espanha 19 de agosto de 1906) foi um membro da Ordem dos Agostinianos Recoletos e agora venerado como um Santo na Igreja Católica Romana. Serviu como missionário para as Filipinas e se tornou o Bispo de Pinara e, mais tarde, de Pasto, na Colômbia.
Seu irmão Julián Moreno, OAR, também é venerado como um Beato devido a seu martírio, em Motril. São Ezequiel é popularmente chamado como o padroeiro dos pacientes com câncer.

## Início da vida e da entrada para a Ordem dos Agostinianos Recoletos
Nascido na cidade de Alfaro, La Rioja, Espanha, de Félix Moreno e Maria Josefa Díaz, ele foi o terceiro dos seis filhos, junto com Eustaquio, Juana Valentina e Benigna. A quarta irmã, chamada Maria de las Candelas, morreu.
Ezequiel usava o hábito de Recoletos em Monteagudo, Navarra, Espanha, em 21 de setembro de 1864. Mais tarde, ele fez seu solene voto em Marcialla (também em Navarra) no dia 22 de setembro de 1868.

## Missões nas Filipinas

### Chegada e ordenação em Manila
O mosteiro em Monteagudo era conhecido pelo envio de missionários para ambas as Américas e as Filipinas. Como esperado, ele partiu para Manila, a capital da Capitania-Geral das Filipinas, chegando lá no dia 10 de fevereiro de 1870.
No meio desse ano, são Ezequiel navegou para a cidade de Jaro, onde ele recebeu e finalizou suas ordens menores. Um ano mais tarde, ele voltou para Manila para receber suas ordens sacerdotais do Arcebispo de Manila, Gregorio Melitón Martínez. Hoje, a carta do Arcebispo, informando-o de sua ordenação sacerdotal é um dos mais bem conservados manuscritos do período. Depois da ordenação, ele foi imediatamente enviado para sua primeira missão em Calapan. Lá, ele se tornou proficiente em Tagalo que na sua canonização, os católicos Filipinos observou que a linguagem é agora "uma língua dos santos."
Dois anos após sua chegada na colônia, ele empreendeu a árdua tarefa de ser Capelão Militar para uma colônia penal. Ele foi um dos fundadores da cidade de Aborlan e Barangay Inagawan em Puerto Princesa. São Ezequiel foi atingida pela malária, o que o obrigou a deixar a ilha.
Quando ele foi capaz de recuperar-se da doença, ele foi novamente feito encarregado de uma missão em Calapan. Apesar de apenas 28 anos de idade, tanto o Arcebispo de Manila e seus priores recoletos atribuíram a ele como Arcipreste de Mindoro.

### Retorno para Manila e arredores
Em 1876, ele foi transferido para o que é agora é Las Piñas e trabalhou zelosamente para o desenvolvimento da vida das pessoas na área. A cidade sofreu muitas grandes calamidades durante o seu pastorado. Esse santo modo de vida que ele exemplificou causou a pessoas de Las Piñas para opor-se a sua transferência para Santo Tomás.
O recurso de apelação, tão forte como foi, não foi bem-sucedida e são Ezequiel foi transferido para Santo Tomás. No entanto, ele foi chamado para Manila, porque ele foi nomeado Pregador Geral da Ordem dos Agostinianos Recoletos. O povo de Santo Tomás também fez um apelo para suspender a ordem, mas como o que aconteceu em Las Piñas, seu pedido não foi concedido. Ele assumiu o posto em outubro de 1880 e como Pregador Geral, foi designado pároco de Santa Cruz, um distrito de Manila, assumindo o cargo em fevereiro de 1881.
Um ano depois, ele foi designado para assumir o comando da fazenda Recoleta nas cidades de Imus e Bacoor em Cavite. Durante sua estadia, as cidades foram atingidas pela cólera e o sacerdote, trabalhou duro para administrar os Últimos sacramentos como muitos fiéis, como é possível que de 3 200 vítimas, apenas três morreram sem receber os Últimos sacramentos.

## Eleição superior de Monteagudo
A sua vida santa fez eleito Superior para o Seminário em Monteagudo, em 1885. Através disto, santo Ezequiel deu seu zelo missionário para muitos missionários para as Américas e as Filipinas.

## Missões na Colômbia
Foi em 1888 que ele, mais uma vez, atravessou o Oceano Atlântico e se tornou o chefe dos Recoletos na Colômbia. Atuou como Vigário apostólico de Casanare e foi nomeado bispo de Pinara, na Colômbia, no dia 23 de outubro de 1893. Ele se tornou Bispo de Pasto, na Colômbia, em 2 de dezembro de 1893. Ele era conhecido por sua generosa caridade com os fiéis de sua diocese e seus ardentes ataques contra o partido liberal.

### O envolvimento na política colombiana

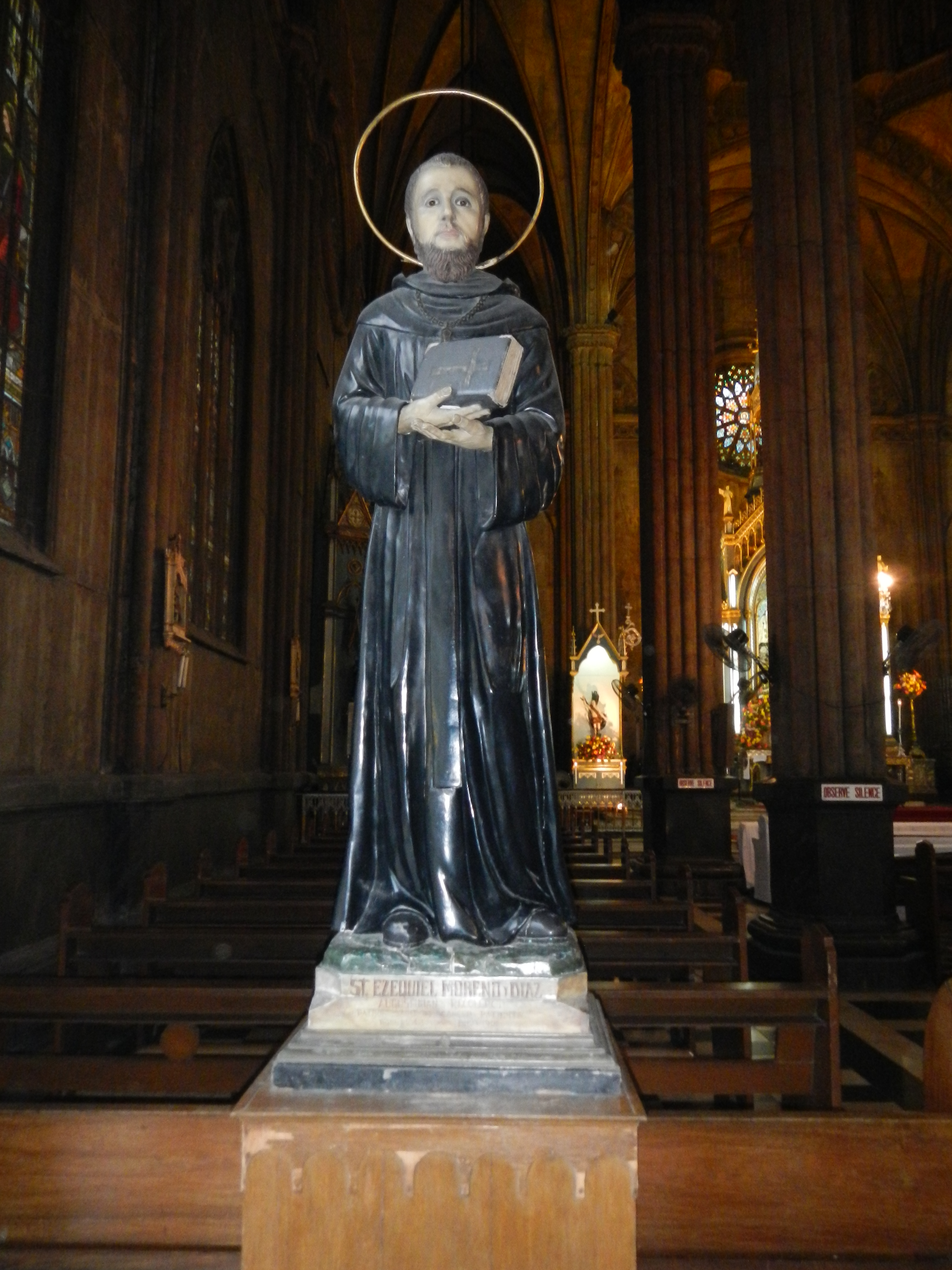
Imagem de são Ezequiel Moreno, na Basílica Menor de San Sebastian, em Manila.

Ezequiel Moreno alinhou-se com o Partido Conservador Colombiano. Durante a guerra dos Mil, ele usou seus escritos e sermões para atacar o Partido Liberal Colombiano e exortar os Católicos a lutar contra os liberais e para "defender sua religião com facões, prometendo a automática Absolvição.